# Clifton (Tennessee)
Clifton város az USA Tennessee államában. Lakosainak száma 2651 fő (2020. április 1.).

## Népesség
A település népességének változása:

| 2010 | 2 694 |
| 2020 | 2 651 |